# Hormathophylla halimifolia
Hormathophylla halimifolia là một loài thực vật có hoa trong họ Cải. Loài này được P. Küpfer mô tả khoa học đầu tiên năm 1974.